# Emmen (stacja kolejowa)
Emmen (nid: Station Emmen) – stacja kolejowa w Emmen, w prowincji Drenthe, w Holandii. Została uruchomiona 1 listopada 1905 roku. Stacja znajduje się na północny wschód od centrum, na linii kolejowej Zwolle-Stadskanaal. W 1987 linia kolejowa Zwolle-Emmen została zelektryfikowana.
W roku 1965 oryginalny budynek dworca został rozebrany, ponieważ był w złym stanie technicznym. W tym samym roku otwarto nowy dworzec. Był plan, żeby przenieść go w kierunku centrum, ale tak się nie stało.